# Хайнрих Мюлер (дипломат)
 Тази статия е за австро-унгарския дипломат.  За шефа на Гестапо вижте Хайнрих Мюлер.  
Хайнрих Мюлер (на немски: Heinrich Müller) е австро-унгарски дипломат.

## Биография
Първоначално служи в австро-унгарските консулства в европейската част на Османската империя, след това изпълнява поверителни мисии в Босна. По-късно става консул в Одеса.
Назначен е за цивилен агент в Македония във връзка с приложението на Мюрцщегската реформена програма. Негов помощник е дотогавашният консул в Скопие Алфред Рапопорт.